# Unió Menorquina
Unió Menorquina (UMe) fou un partit polític de Menorca de caràcter insularista. Es defineixen com un partit "centrista, liberal i menorquinista". Es consideren pròxims a Unió Mallorquina i Convergència i Unió.
Encara que el partit es troba inscrit en el registre de partits polítics del Ministeri de l'Interior des de 1993, no fou fins a principis de 2009 que es va organitzar en la seva forma actual, després de començar la seva gestació l'any anterior. La seva promotora i actual portaveu és Irene Coll, antiga alcaldessa d'Es Castell (entre 2003 i 2008), primer pel PSIB-PSOE i, després, després de la seva expulsió del partit, per la formació d'àmbit local Independents pes Castell (IPEC) creada per ella (en coalició amb el Partit Popular). Als militants d'IPEC posteriorment es van unir militants d'Unió de Centristes de Menorca, a Ferreries i Alaior i de Gestió Social, a Es Mercadal. Els militants d'altres partits integrats en UMe, fins que concloguin el seu mandat, continuaran sota les sigles que representaven en el moment de la constitució de UMe en els ajuntaments, i el 2011 passaran a formar part de les candidatures promogudes per UMe.
Unió Menorquina va ser un dels integrants de la candidatura Coalició per Europa a les eleccions al Parlament Europeu de 2009. Irene Coll fou el candidat nombre 20 en la candidatura de CEU. Coalició per Europa, que es va presentar a les Illes Balears com Unió Mallorquina-Unió Menorquina-Coalició per Europa (UM-UMe), va obtenir 546 vots a Menorca (2,47%), sent la cinquena llista més votada a l'illa.
El juny de 2012 anuncià un procés de confluència amb la Lliga Regionalista de les Illes Balears, Convergència per les Illes i Es nou Partit d'Eivissa. El novembre de 2012 aquestes formacions crearen el nou partit Proposta per les Illes.